# 岡山県立弓削高等学校
岡山県立弓削高等学校（おかやまけんりつゆげこうとうがっこう）は、岡山県久米郡久米南町にあった県立の全日制高等学校。1948年に開校した後、2010年4月に津山工業高校と再編統合され、2012年3月に閉校した。これにより久米郡内から高等学校が消滅した。
なお、跡地は岡山県立誕生寺支援学校弓削校地として活用されている。

## 概要

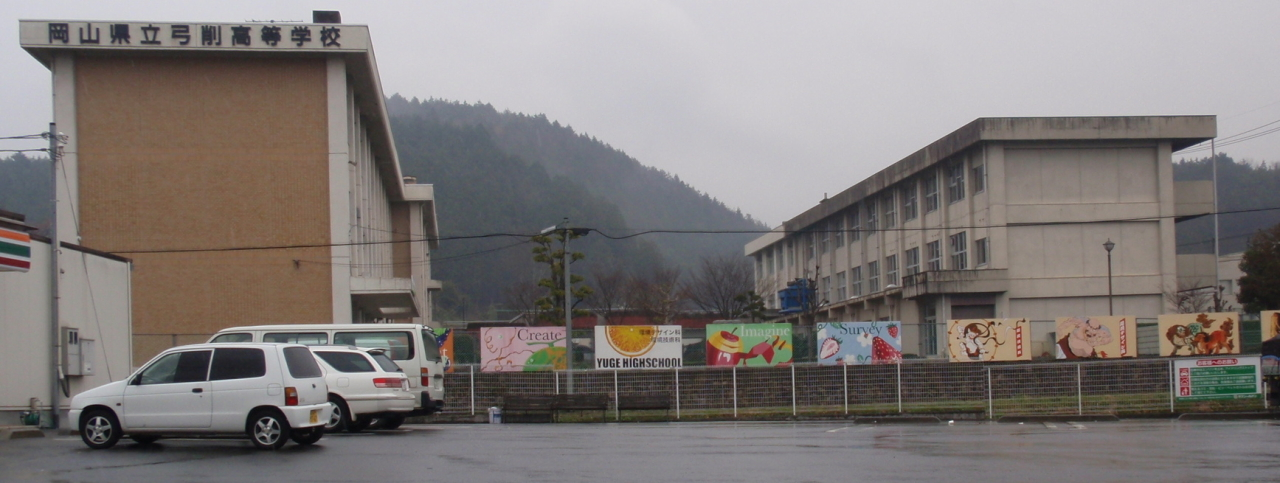
国道53号からみた弓削高等学校（2008年3月）

### 設置学科
- 環境技術科
  - 土木系
  - 環境系
  - 情報系
- 環境デザイン科
  - 生活デザイン系
  - 服飾デザイン系

### 沿革
- 1948年（昭和23年）
  - 4月1日 - 久米郡弓削町、稲岡南村、竜山村、神目村、吉岡村学校組合立岡山県弓削高等学校として認可。農業科、家庭科を設置[1]。
  - 9月8日 - 弓削町下弓削の鼓畝にあった通称「三本木」の旧青年校舎を一時使用し開校式を挙行[2][3]。
- 1951年（昭和26年）7月6日 - 上弓削1657番地1に移転[2]。
- 1952年（昭和27年）4月1日 - 岡山県に移管し、岡山県立弓削高等学校と改称[2]。
- 1962年（昭和37年）4月1日 - 全日制に移行し、農業土木科、家政科に学科改編[2]。
- 1993年（平成5年）4月1日　農業土木科、家政科をそれぞれ環境技術科、環境デザイン科に学科改編[2]。
- 2012年（平成24年）3月3日　第64回卒業証書授与式並びに閉校式典を挙行[2]。

### 校訓・教育方針
校訓は、「協和、責任、勤労」。
教育方針は、下記のとおり。
- 自他を尊重し、敬愛と協和の心をそなえた豊かな人間を育てる。
- 義務と責任を重んじ、民主的社会の発展に貢献する心を育てる。
- 健康で､実践力に富む勤労と奉心の心を育てる。

### 校章
1949年4月以降、当時の校地にあった3本の大木のようにいつまでも若々しく雄々しく成長発展を続けるようにと常磐木の葉3枚を組み、中央に日本の国花である桜の花を納め、高の字を入れたものが用いられていた。

### 校歌
作詞は鳥越強、作曲は安藤貞也による。歌詞は3番まであり、それぞれ「平和の風に明けわたる」、「大空高く鳴りいづる」、「学ぶも共に隔てなく」で始まり、「歓喜に胸の血はおどる」、「拓く郷土のほがらかさ」、「七つの海の涯までも」で終わる。楽譜には「元気に力強くおおらかに」と記されている。

## 基礎データ

### 所在地
- 岡山県久米郡久米南町上弓削1657番地1

### アクセス
- JR津山線の弓削駅より徒歩約20分。

## クラブ活動

### 家庭クラブ
家政科の時代から校内外で活動。「交通安全マスコット配り」は、1975年から閉校年まで続けられ、2005年に美咲警察署から善行表彰が、2006年には岡山県警察から感謝状が授与された。また、1995年に岡山県で開かれた全国高等学校家庭クラブ研究発表大会でも活躍した。誕生寺支援学校との交流、栄養委員との交流、文化祭クッキー作り、針供養、一人暮らしの高齢者への年賀状送付、卒業式の胸花作りなども行っていた。

### 農業クラブ
FFJ（日本学校農業クラブ連盟）に加盟し、農業をはじめとする幅広い産業分野で活躍できる資質を身につけるよう自主的・自発的な活動を行っていた。特に測量競技についてはFFJの県大会・全国大会で優秀な成績を収めていた。1989年には全国大会の測量競技（水準の部）で最優秀賞・文部大臣奨励賞、1991年には測量競技（トランシットの部）で最優秀賞・文部大臣奨励賞を獲得したほか、1990年には農業鑑定競技（農業土木）で優秀賞、1993年・1995年・1997年・1998年・1999年・2004年には測量競技（平板の部）で優秀賞、1998年・2000年には農業鑑定競技（園芸）で優秀賞、1998年・1999年には農業情報処理で優秀賞を得た。